# Lepidotheca fascicularis
Lepidotheca fascicularis is een hydroïdpoliep uit de familie Stylasteridae. De poliep komt uit het geslacht Lepidotheca. Lepidotheca fascicularis werd in 1983 voor het eerst wetenschappelijk beschreven door Cairns. 